# Список видов жужелиц рода Elaphrus
В роде Elaphrus описано около 40 видов, которые подразделены на пять подродов.

## Систематика
- род: Elaphrus Fabricius, 1775

- подрод: Arctelaphrus Semenov, 1926

- вид: Elaphrus lapponicus Gyllenhal, 1810

- подрод: Elaphroterus Semenov, 1895

- вид: Тинник узкошейный (Elaphrus angusticollis R. F. Sahlberg, 1844)
- вид: Elaphrus aureus P. W. J. Muller, 1821
- вид: Elaphrus punctatus Motschulsky, 1844
- вид: Elaphrus purpurans Hausen, 1891
- вид: Elaphrus ullrichii W. Redtenbacher, 1842

- подрод: Elaphrus Fabricius, 1775

- вид: Elaphrus americanus Dejean, 1831
- вид: Elaphrus californicus Mannerheim, 1843
- вид: Elaphrus citharus Goulet & Smetana, 1997
- вид: Elaphrus comatus Goulet, 1983
- вид: Elaphrus finitimus Casey, 1920
- вид: Тинник обманчивый (Elaphrus hypocrita Semenov, 1926)
- вид: Elaphrus lecontei Crotch, 1876
- вид: Elaphrus lheritieri Antoine, 1947
- вид: Elaphrus marginicollis Goulet, 1983
- вид: Elaphrus mimus Goulet, 1983
- вид: Elaphrus parviceps Van Dyke, 1925
- вид: Тинник прибрежный (Elaphrus riparius (Linne, 1758)) (=тинник береговой)
- вид: Elaphrus ruscarius Say, 1834
- вид: Elaphrus smaragdiceps Semenov, 1889
- вид: Elaphrus tibetanus Semenov, 1904
- вид: Elaphrus trossulus Semenov, 1904
- вид: Elaphrus tuberculatus Maklin, 1878
- вид: Elaphrus viridis Horn, 1878
- вид: Elaphrus weissi Dostal, 1996

- подрод: Neoelaphrus Hatch, 1951

- вид: Elaphrus cicatricosus LeConte, 1848
- вид: Elaphrus clairvillei Kirby, 1837
- вид: Тинник медный (Elaphrus cupreus Duftschmid, 1812)
- вид: Elaphrus fuliginosus Say, 1830
- вид: Elaphrus japonicus Ueno, 1954
- вид: Elaphrus laevigatus LeConte, 1852
- вид: Elaphrus lindrothi Goulet, 1983
- вид: Elaphrus olivaceus LeConte, 1863
- вид: Elaphrus potanini Semenov, 1889
- вид: Elaphrus pyrenoeus Motschulsky, 1850
- вид: Elaphrus sibiricus Motschulsky, 1844
- вид: Elaphrus splendidus Fischer von Waldheim, 1828
- вид: Elaphrus sugai Nakane, 1987
- вид: Тинник болотный (Elaphrus uliginosus Fabricius, 1792) (=тинник-влаголюб)

- подрод: Sinoelaphrus Shi & Liang, 2008

- вид: Elaphrus angulonotus Shi & Liang, 2008